# Hispo
Hispo Simon, 1885 è un genere di ragni appartenente alla famiglia Salticidae.

## Caratteristiche
La lunghezza del corpo escluse le zampe (bodilenght) varia da 5 a 7 millimetri per le femmine e da 3 a 4 per i maschi

## Distribuzione
Le 11 specie oggi note di questo genere sono diffuse in gran parte dell'Africa e varie località dell'Oceano Indiano; in particolare, ben 6 specie sono endemiche del Madagascar e due delle isole Seychelles.
Queste stesse località erano unite fra loro via terra, o almeno più vicine, all'epoca del supercontinente Gondwana, la qual cosa farebbe ritenere che le specie abbiamo un'origine comune, anche se manca documentazione fossile al riguardo.

## Tassonomia
Considerato un sinonimo posteriore di Astaenorchestes Simon, 1900 e Pseudomarengo Caporiacco, 1947 a seguito di uno studio dell'aracnologo Wanless del 1981.
Il genere è anche sinonimo posteriore di Quekettia Peckham & Peckham, 1902 a seguito di un lavoro degli aracnologi Wesolowska & Cumming del 2008.
A dicembre 2010, si compone di 11 specie:
- Hispo alboclypea Wanless, 1981 — Isole Seychelles
- Hispo alboguttata Simon, 1903 — Sumatra
- Hispo bipartita Simon, 1903 — India, Sri Lanka
- Hispo cingulata Simon, 1886[3] — Madagascar
- Hispo frenata (Simon, 1900) — Madagascar
- Hispo georgius (Peckham & Peckham, 1892) — Africa centrale, orientale e meridionale, Madagascar
- Hispo macfarlanei Wanless, 1981 — Madagascar
- Hispo pullata Wanless, 1981 — Madagascar
- Hispo striolata Simon, 1898 — Isole Seychelles
- Hispo sulcata Wanless, 1981 — Madagascar
- Hispo tenuis Wanless, 1981 — Madagascar

### Nomen dubium
- Hispo continentalis Caporiacco, 1949; l'esemplare femminile, reperito in Kenya e originariamente descritto in Astaenorchestes Simon, 1900, a seguito di uno studio di Wanless del 1981 è da ritenersi nomen dubium[2].